# 牧野忠篤
牧野 忠篤（まきの ただあつ、明治3年10月12日（1870年11月5日） - 昭和10年（1935年）4月11日）は、日本の華族、政治家。明治から大正、昭和前期にかけて貴族院議員を務め、長く政界の重鎮として国政に参画した。栄典は従二位勲二等子爵。旧越後長岡藩牧野家15代。
貴族院議員の他、新潟県長岡市の初代市長、帝国農会会長、日本中央蚕糸会会長、東亜同文会評議員、日本石油重役、華族世襲財産審議会会員、教科用図書審査員委員等を歴任する。

## 生涯

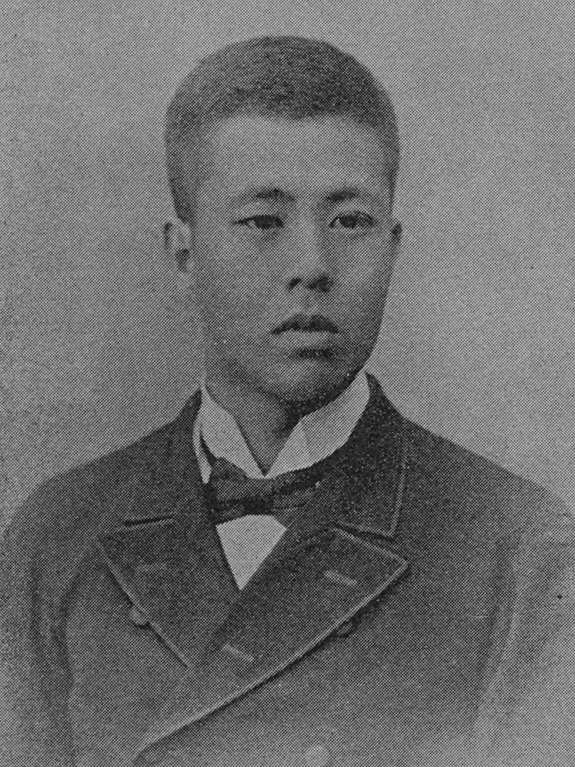
若い頃の牧野忠篤（『太陽』第3巻第21号、明治30年（1897年）10月20日刊より）

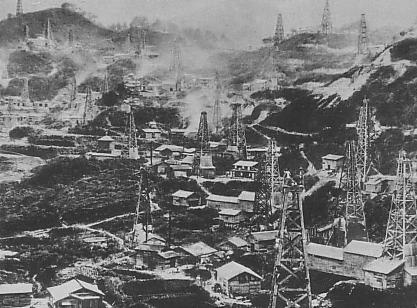
明治時代の東山油田

明治3年（1870年）10月12日、旧越後長岡藩の元11代藩主・牧野忠恭の五男として東京府に生まれた。明治11年（1878年）9月1日、父の死去により家督を継いで、実名の忠篤を名乗る。明治17年（1884年）の華族令施行につき、子爵を叙爵した。明治26年（1893年）慶應義塾別科（現在の慶應義塾大学）を卒業。
明治30年（1897年）7月10日より貴族院子爵議員、明治39年（1906年）、旧藩所在地だった長岡町が市政移行する際に市長への就任を懇望され、初めは旧藩士の反対もあり固辞していたが、長岡町有志の熱意に推され、1年間限りとの約束のもとに同年4月1日に同市初代の市長に就任した。この際、内務省勤務にあった河島良温を同市の助役に迎え入れた。市長在任中は長岡市の将来について構想を練り同市の教育に注力し、東山油田の開発や長岡高等工業学校（現・新潟大学工学部）の設立に力を尽くしたとされる。
市長退任後は貴族院議員に再任され、帝国農会会長・大日本蚕糸会会長などを勤め、日本の生糸業界を牽引。また、忠篤は戊辰戦争で山本義路（帯刀）が戦死し無嗣となった旧藩の家老山本家を、当時海軍勤務であった高野五十六少佐に家督継承させて再興するよう働きかけをして実現させている。
その他、貴族院の院内会派・研究会の幹事を長く務める。昭和10年（1935年）4月11日に死去。享年66。

## 栄典
位階
- 1895年（明治28年）12月20日 - 正五位[5]
- 1915年（大正4年）12月28日 - 従三位[6]
- 1925年（大正14年）1月14日 - 正三位[7]

勲章
- 1928年（昭和3年）11月10日 - 勲二等瑞宝章[8]

## 家族・親族
父・牧野忠恭は越後長岡藩の第11代藩主で牧野家第11代・第14代当主。同藩12代藩主・牧野忠訓は義兄。また、実兄に同藩第13代藩主の牧野忠毅がある。
正室は子爵・板倉勝弼二女・益子（離縁）。継室に侯爵・鍋島直大三女・茂子、伯爵・藤堂高潔三女・鋀子がいる。

### 子女
明治35年（1902年）生の長男・忠康は、本来なら越後長岡藩牧野家の16代当主となるはずだったが、相続人から除かれていた。このため、忠篤の死後、親族などの協議により、大給松平家から忠永を養子に迎え、家督を継がせた。娘の艶子（1896年 - 1947年）は、忠篤の兄である忠毅の長男・牧野忠治（1888年 - 1945年、忠篤の甥）に嫁いだ。